# 本間充
本間 充（ほんま みつる、1947年（昭和22年）11月6日 - ）は、日本の実業家。元三洋電機株式会社代表取締役副社長、元株式会社ジャパンディスプレイ（JDI）代表取締役会長兼最高経営責任者（CEO）。元一般社団法人電池工業会会長。
三洋電機の生え抜きとして、三洋電機グループ解体まで長らく電池事業を率い、三洋を電池業界トップに導いた。電池業界のトップである電池工業会会長にも就任し「電池の顔」「電池の本間」の異名を取る。

## 概観
兵庫県生まれ。
三洋電機では米国子会社の副社長を任され、経営者としての素地を磨いた。帰国後は電池事業を率い、携帯電話用のリチウムイオン二次電池で大きなシェアを獲得し、三洋のリチウムイオン二次電池部門を業界シェア首位に導く。
2005年に三洋電機からエネループが発表された際には、三洋電機専務執行役員パワーグループ長モバイルエナジーカンパニー社長として発表会に登場。2008年より三洋電機の副社長を務める傍ら、2007年より電池工業会会長を務めていた。
ハイブリッド車や電気自動車向けの二次電池にも精通しており、2008年にはフォルクスワーゲンとの共同開発を開始するなど、三洋電機が買収された2009年の時点でEV用リチウムイオン電池の供給に向けて各自動車メーカーと協議を行っていた。しかし2009年に三洋電機グループはパナソニックの傘下となり、電池業界で勝ち組だった三洋の電池部門はパナソニックに吸収されることとなり、2013年に三洋を退任。
2015年、官製ファンドの産業革新機構傘下でソニー、日立製作所、東芝の中小型液晶部門を統合し、ジャパンディスプレイ（JDI）が発足すると、同時にCOOに就任したセイコーエプソン出身の有賀修二と二人三脚でJDIの航取りを託された。2016年、経営不振に陥ったシャープが、JDIと同じ産業革新機構の傘下となるのではなく鴻海精密工業と組むと報道されたことに対し、シャープと競合する液晶メーカーJDIの会長としての本間は「絶対に鴻海とは組まない。ぶっ潰すだけだ。」と息巻いた。しかし、電池に精通し「電池の本間」と呼ばれた本間も、液晶パネル事業に関しては精通しておらず、JDIの経営不振の責任を取る形で2017年に退任。
2018年現在は電池の専門家であり、電池は「（中韓との競争に敗れた）液晶のようにはならない」と、日本の電池産業に自信を持っている。

## 経歴
- 1947年 - 兵庫県生まれ。
- 1970年 - 甲南大学法学部法学科卒業[7]。
  - 同年 -  三洋電機株式会社入社。
- 1975年 - 三洋電機貿易株式会社北米営業部音響課配属。
- 1982年 - 米国三洋フィッシャーコーポレーション副社長。
- 2002年 - 三洋電機株式会社執行役員。
- 2006年 - 取締役就任。
  - 同年9月 - サンヨー・ノースアメリカ・コーポレーション会長就任。
- 2007年 - 一般社団法人電池工業会会長就任。
- 2008年 - 副社長。
- 2013年 - 三洋電機株式会社の職を退任。
- 2015年 - ジャパンディスプレイ代表取締役会長兼最高経営責任者（CEO）就任。
- 2017年 - ジャパンディスプレイを退任